# 교황 마리노 2세
교황 마리노 2세(라틴어: Marinus PP. II, 이탈리아어: Papa Marino II)는 제128대 교황(재위: 942년 10월 30일 - 946년 5월)이다.

## 약력
마리노는 로마 태생으로서 교황으로 선출되기 전에는 고대 로마의 디오클레티아누스 욕장 인근에 있는 성 치리아코 성당의 사제급 추기경이었다. 900년에 그는 로마를 방문한 성 울다리코를 만났다고 전해진다. 이 자리에서 마리노는 아우크스부르크에 마자르족의 침략을 받아 초토화가 된 이후에 교구장 주교로 울다리코가 서임될 것이라고 예측했다고 한다.
마리노는 942년 10월 30일 로마 공작을 자처한 스폴레토의 알베리크 2세의 개입으로 교황으로 선출되었다. 교황으로서 마리노 2세는 교회의 행정 업무에 관심을 기울였으며, 재속 사제들과 수도 사제들의 규율을 정비하려고 했다. 그는 마인츠 대주교 프리드리히를 교황 총대리로 임명하고 독일과 프랑스 지역에 파견해 그곳 성직자들과 수도자들의 부정을 근절시키게 하였다. 카푸아의 주교 시쿠스가 허락도 없이 마음대로 해당 교구 지역 베네딕도회 성당을 침입하자 마리노 2세가 즉시 개입했다.
교황은 교회의 세속권에 대해서는 아무것도 할 수 없었으나 성직자들과 수도자들의 규율을 정비하고 로마의 성당을 복구하여 가난한 사람들을 도와주고 군주들의 전쟁을 협상을 통하여 평화스럽게 하였다. 카푸아의 주교 시쿠스가 몬테카시노를 침입하자 그것을 보호해주었다. 마인츠의 대주교 프리드리히가 교황 총대리임을 확인하고 독일과 프랑스의 성직자와 수도자들의 부정을 근절시키게 하였다. 수도원들을 총애했던 마리노 2세는 교황으로 재임하는 동안 여러 수도원을 위한 교황 칙서를 많이 발표했다.
마리노 2세는 교황 요한 7세가 가이아나 궁전(Domus Gaiana) 유적지가 있는 팔라티노 언덕 꼭대기에 건축한 궁전에 거처하였다. 그는 946년 5월에 선종했으며, 교황 아가피토 2세가 뒤를 이었다.
한편, 마리노(Marinus)와 마르티노(Martinus)라는 이름이 서로 비슷하기 때문에 교황 마리노 1세와 마리노 2세는 마르티노라는 이름으로 잘못 표기되어 마르티노 2세와 마르티노 3세로 불린 적이 있었다. 그 때문에 1281년에 선출된 새 교황이 마르티노라는 이름을 선택했을 때, 그는 교황 마르티노 4세로 명명되었다.